# 귓속말 (드라마)
《귓속말》은 2017년 3월 27일부터 2017년 5월 23일까지 SBS에서 방영된 월화 드라마이다.

## 내용
국내 최대의 로펌 태백을 무대로 남녀주인공이 돈과 권력의 거대한 패륜을 파헤치는 서스펜스 멜로 드라마

## 등장 인물

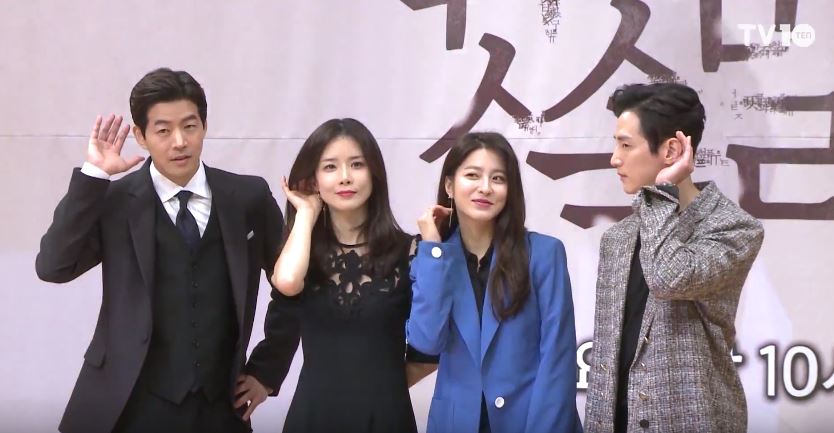
캐스트

### 주요 인물
- 이보영 : 신영주 역 (아역:서은솔)
- 이상윤 : 이동준 역
- 권율 : 강정일 역
- 박세영 : 최수연 역

### 태백의 사람들
- 김갑수 : 최일환 역
- 김홍파 : 강유택 역
- 문희경 : 윤정옥 역
- 김형묵 : 송태곤 역
- 윤주희 : 황보연 역
- 조달환 : 조경호 역
- 허재호 : 노기용 역
- 이현진 : 박현수 역
- 김뢰하 : 백상구 역

### 이동준의 가족
- 김창완 : 이호범 역
- 김서라 : 정미경 역
- 조성윤 : 이동민 역
- 원미경 : 안명선 역

### 신영주의 집안
- 강신일 : 신창호 역
- 김해숙 : 김숙희 역
- 정이연 : 조연화 역

### 그 외 인물
- 채동현 : 수사관 역
- 양승걸 : 의사 역
- 이성혜 : 이상미 비서 역
- 조재룡 : 유종수 역
- 라재웅
- 진현광 : 변호사 역
- 조재현 : 이태준 역 (특별출연)
- 서지혜 : 최연진 역
- 김광섭 : 형사 역
- 예진 : 최일환 비서 역
- 정강희
- 이주빈
- 김재인
- 음문석

### 특별 출연
- 전국환 : 장현국 역
- 최홍일 : 김성식 역
- 조경숙
- 이시언 : 강유택 젊은시절 역
- 이지훈 : 최일환 젊은시절 역
- 박정우 : 대통령 비서실장 역
- 박은경
- 김윤상
- 정혜경

## 시청률
최저 시청률과 최고 시청률은 시청률 조사회사와 지역별로 시청률에 차이가 있을 수 있습니다.
| 2017년      | 2017년      | 2017년         | 2017년       | 2017년         | 2017년       |
| 회차        | 방송일      | TNmS 시청률    | TNmS 시청률  | AGB 시청률     | AGB 시청률   |
| 회차        | 방송일      | 대한민국(전국) | 서울(수도권) | 대한민국(전국) | 서울(수도권) |
| ----------- | ----------- | -------------- | ------------ | -------------- | ------------ |
| 제1회       | 3월 27일    | 15.4%          | 19.1%        | 13.9%          | 16.1%        |
| 제2회       | 3월 28일    | 12.9%          | 15.3%        | 13.4%          | 14.9%        |
| 제3회       | 4월 3일     | 16.3%          | 19.8%        | 13.8%          | 14.1%        |
| 제4회       | 4월 4일     | 14.2%          | 16.3%        | 15.0%          | 16.7%        |
| 제5회       | 4월 10일    | 13.5%          | 15.2%        | 14.9%          | 16.0%        |
| 제6회       | 4월 11일    | 13.0%          | 16.2%        | 14.9%          | 15.7%        |
| 제7회       | 4월 17일    | 12.9%          | 15.4%        | 14.9%          | 15.5%        |
| 제8회       | 4월 18일    | 13.1%          | 15.9%        | 16.0%          | 16.9%        |
| 제9회       | 4월 24일    | 13.4%          | 14.9%        | 15.5%          | 17.1%        |
| 제10회      | 4월 25일    | 10.9%          | 13.0%        | 11.9%          | 12.5%        |
| 제11회      | 5월 1일     | 13.4%          | 14.5%        | 16.0%          | 17.2%        |
| 제12회      | 5월 2일     | 13.1%          | 15.0%        | 15.9%          | 17.1%        |
| 제13회      | 5월 8일     | 13.5%          | 15.0%        | 15.8%          | 16.8%        |
| 제14회      | 5월 15일    | 13.1%          | 14.1%        | 17.0%          | 18.2%        |
| 제15회      | 5월 16일    | 13.3%          | 14.4%        | 16.4%          | 17.1%        |
| 제16회      | 5월 22일    | 15.2%          | 17.0%        | 19.2%          | 20.1%        |
| 제17회      | 5월 23일    | 15.8%          | 17.5%        | 20.3%          | 21.8%        |
| 평균 시청률 | 평균 시청률 | 13.7%          | 15.8%        | 15.6%          | 16.7%        |

## 기타
- 평범한 사람들이 거대한 사회악에 어떻게 저항하며 살아남는지를 보여줌으로써 드라마가 존재해야 하는 토대 중 인간 본질의 추구와 정의가 얼마나 중요한가를 제시한 작가의 집필 역량이 높은 평가를 받아[3] 제 30회 한국방송작가상 드라마 부문 수상의 영예[4]를 안았는데 제 21회 드라마 부문 수상작이었던[5] 자사 금요드라마 신의 저울이 그랬던 것[6]처럼 역대 한국방송작가상 SBS 드라마 수상작 중 두 번째로 SBS 자회사 외주제작이 아니었다.[7]

## 결방 사유 및 연장
- 2017년 4월 13일 : 귓속말 방영 분량이 16부작에서 1회 연장되어 17부작으로 변경 및 확정되었다.
- 2017년 5월 9일 : 2017 대선 개표 방송으로 인해 결방되었다.

## 동시간대 드라마
KBS 월화드라마
- 《완벽한 아내》 : 2017년 2월 27일 ~ 2017년 5월 2일
- 《개인주의자 지영씨》 : 2017년 5월 8일 ~ 2017년 5월 9일
- 《백희가 돌아왔다 (감독판)》 : 2017년 5월 15일 ~ 2017년 5월 16일
- 《쌈 마이웨이》 : 2017년 5월 22일 ~ 2017년 7월 11일

MBC 월화드라마
- 《역적 : 백성을 훔친 도적》 : 2017년 1월 30일 ~ 2017년 5월 16일
- 《파수꾼》 : 2017년 5월 22일 ~ 2017년 7월 11일

## 수상
- 2017년 SBS 연기대상 월화드라마 부문 남자 우수 연기상 권율
- 2017년 SBS 연기대상 월화드라마 부문 여자 우수 연기상 박세영
- 2017년 SBS 연기대상 월화드라마 부문 여자 최우수 연기상 이보영